# Język kuchin
Język kuchin (kutchin; nazwa własna: Dinju Zhuh Kʼyuu; ang. Gwichʼin) – język z północnej gałęzi języków atapaskańskich, używany w Kanadzie (Terytoria Północno-Zachodnie – jeden z języków urzędowych, Jukon) i Stanach Zjednoczonych (Alaska).